# Ten Feet Tall
«Ten Feet Tall» es una canción realizada por el DJ y productor surinamés Afrojack. Cuenta con la participación del cantante estadounidense Stephen Wrabel, colaborando en voces y en el piano. Fue lanzado como sencillo el 7 de febrero de 2014 como el segundo sencillo del álbum debut de Afrojack, Forget the World. Fue estrenado el 2 de febrero de 2014 durante la pausa publicitaria del Super Bowl XLVIII, en el espacio de Bud Light. Logró ingresar en el top 10 de las listas de música dance de los Estados Unidos y los Países Bajos. El 16 de mayo de 2014, fue lanzado en el Reino Unido la versión remezclada por David Guetta. llegando a ubicarse en el número 20 de la lista de sencillos.

## Lista de canciones
| Descarga digital - single |                              |          |  |
| N.º                       | Título                       | Duración |  |
| 1.                        | «Ten Feet Tall» (con Wrabel) | 3:51     |  |

| Descarga digital (Remix) |                                                    |          |  |
| N.º                      | Título                                             | Duración |  |
| 1.                       | «Ten Feet Tall» (David Guetta Remix)               | 6:09     |  |
| 2.                       | «Ten Feet Tall» (Borgeous Remix)                   | 4:50     |  |
| 3.                       | «Ten Feet Tall» (Brennan Heart & Code Black Remix) | 3:13     |  |

## Posicionamiento en listas
| Lista (2014)                                | Mejor posición |
| ------------------------------------------- | -------------- |
| Australia (ARIA Singles Chart)              | 57             |
| Bélgica (Flandes) (Ultratip Bubbling Under) | 57             |
| Bélgica (Valonia) (Ultratip Bubbling Under) | 29             |
| Corea del Sur (Gaon International Chart)    | 53             |
| Escocia (Scottish Singles Top 40)           | 10             |
| Estados Unidos (Billboard Hot 100)          | 100            |
| Estados Unidos (Hot Dance Club Songs)       | 8              |
| Estados Unidos (Dance/Electronic Songs)     | 9              |
| Estados Unidos (Pop Songs)                  | 23             |
| Francia (SNEP)                              | 182            |
| Irlanda (IRMA)                              | 45             |
| Países Bajos (Dutch Top 40)                 | 9              |
| Reino Unido (UK Singles Chart)              | 20             |
| Reino Unido (UK Dance Chart)                | 6              |
| República Checa (Radio Top 100 Chart)       | 60             |